# L'Île-d'Elle
 L'Île-d'Elle  es una comuna y población de Francia, en la región de Países del Loira, departamento de Vendée, en el distrito de Fontenay-le-Comte y cantón de Chaillé-les-Marais.
Su población en el censo de 1999 era de 1.359 habitantes.
Está integrada en la Communauté de communes des Isles du Marais Poitevin.

## Demografía
| 1467 | 1459 | 1412 | 1357 | 1352 | 1359 |
| Para los censos de 1962 a 1999 la población legal corresponde a la población sin duplicidades (Fuente: INSEE [Consultar]) |      |      |      |      |      |